# Sainthal
Sainthal es un pueblo y nagar Panchayat situado en el distrito de Bareilly en el estado de Uttar Pradesh (India). Su población es de 15332 habitantes (2011).

## Demografía
Según el  censo de 2011 la población de Sainthal era de 15332 habitantes, de los cuales 7916 eran hombres y 7416 eran mujeres. Sainthal tiene una tasa media de alfabetización del 56,22%, inferior a la media estatal del 67,68%: la alfabetización masculina es del 63,59%, y la alfabetización femenina del 48,16%.